# Margareta Francuska
Margareta Francuska (r. u studenom 1157., umrla u kolovozu ili rujnu 1197.) bila je prvo kraljica Engleske, a poslije i Ugarske.

## Životopis
Margareta je bila kćer francuskog kralja Luja VII. i Konstance Kastiljske. Bila je polusestra Filipa II.
2. studenog 1160. udala se za Henrika Mladog. 1170. Henrik je postao kralj, ali ona nije okrunjena zajedno s njim. To se dogodilo 1172., u kolovozu. Margareta je rodila sina Vilima 1177., koji je ubrzo umro.
1182. Margareta je optužena za preljub. Navodno je prevarila Henrika s Williamom Marshalom. Poslali su ju natrag u Francusku.
1186. udala se za ugarskog kralja Belu III. Nije mu rodila djece, jer je možda bila neplodna nakon Vilimovog rođenja.
Pokopana je u katedrali u Tiru. 